# Marcelo Piñeyro
Marcelo Piñeyro (Buenos Aires, Argentina, 5 de març de 1953) és un director de cinema i guionista argentí. Va ser guanyador de 21 premis, entre els quals un Premi Konex per la seva trajectòria durant la dècada 1991-2000, dos Premis Goya per Plata quemada i El método i dos Premis Còndor de Plata per Plata quemada, adaptació del llibre de Ricardo Piglia, i Tango feroz: la leyenda de Tanguito.

## Biografia
Va estudiar cinematografia a la Universitat de la Plata. El 1980, associat amb Luis Puenzo, va fundar la productora Cinemanía. Va ser membre fundador de l'Acadèmia de les Arts i Ciències Cinematogràfiques de l'Argentina i vicepresident de la seva primera comissió directiva.

## Filmografia

### Com a director
- Tango feroz: la leyenda de Tanguito (1993)
- Caballos salvajes (1995)
- Cenizas del paraíso (1997)
- Plata quemada (2000)
- Historias de Argentina En Vivo (2001)
- Kamchatka (2002)[3]
- El método (2005)
- Las viudas de los jueves (2009)
- Ismael (2013)

### Com a guionista
- Tango feroz: la leyenda de Tanguito (1992)
- Caballos salvajes (1995), amb Aída Bortnik
- Cenizas del paraíso (1997), amb Aída Bortnik
- Plata quemada (2000), amb Marcelo Figueras
- El método (2005)

### Com a director de producció
- La historia oficial (1985)

## Premis
Medalles del Cercle d'Escriptors Cinematogràfics
| Any  | Categoria           | Pel·lícula | Resultat  |
| ---- | ------------------- | ---------- | --------- |
| 2005 | Millor guió adaptat | El método  | Guanyador |

- 2006, Premi del Públic, Festival Internacional de Cinema de Flanders, per El Mètode
- 2006, Premi Goya al millor guió adaptat, per El Mètode
- 2003, Premi al millor guió, Festival Internacional de Cinema i TV de Cartagena d'Índies, per Kamtchatka
- 2003, Premi al millor guió, Festival del Nou Cinema Llatinoamericà, per Kamchatka
- 2003, Tercer Premi, Festival del Nou Cinema Llatinoamericà, per Kamchatka
- 2003, Premi al film més popular, Festival Internacional de Cinema Vancouver, per Kamchatka
- 2001, Còndor de Plata al millor guió adaptat, Associació de Cronistes Cinematogràfics de l'Argentina, per Plata quemada
- 2001, Premi Konex - Diploma al Mèrit, com un dels 5 millors Directors de Cinema de la dècada a l'Argentina.
- 2001, Premi Goya a la Millor Pel·lícula Estrangera de Parla Hispana, per Plata quemada
- 2001, Premio MTV a la Pel·lícula de la Gent, MTV, per Plata quemada
- 1998, Premi Goya a la Millor Pel·lícula Estrangera de Parla Hispana, per Cenizas del paraíso
- 1997, Premi OCIC, Festival del Nou Cinema Llatinoamericà, per Cenizas del paraíso
- 1997, Segon Premi (Premi del Públic), Festival del Nou Cinema Llatinoamericà, per Cenizas del paraíso
- 1997, Premi del Públic, Mostra de Cinema Llatinoamericà de Lleida, per Cenizas del paraíso
- 1997, Premi del Públic, Mostra de Cinema Llatinoamericà de Lleida, per Caballos salvajes
- 1996, Esment d'Honor, Festival Sundance de Cinema, per Caballos salvajes
- 1994, Còndor de Plata al millor film, Associació de Cronistes Cinematogràfics de l'Argentina, per Tango feroz: la leyenda de Tanguito
- 1994, Còndor de Plata a la millor òpera prima, Associació de Cronistes Cinematogràfics de l'Argentina, per Tango feroz: la leyenda de Tanguito
- 1993, Segon Premi (Premi del Públic), Festival del Nou Cinema Llatinoamericà, per Tango feroz: la leyenda de Tanguito
- 1993, Premi del Públic, Festival Internacional de Cinema Jove de Torí, per Tango feroz: la leyenda de Tanguito